# CHAT-SHIRE
《CHAT-SHIRE》는 대한민국의 가수 아이유의 네 번째 EP 앨범으로, 2015년 10월 23일에 로엔 엔터테인먼트에서 발매하였다. 아이유가 직접 프로듀싱한 최초의 음반이며, 전체 수록곡을 본인이 작사하였다.
2015년 기준 한국식 나이로 23살인 아이유가 느끼고 생각한 바를 소설 속 캐릭터들을 빌어 총 7곡에 담아냈다. 앨범명 "CHAT-SHIRE"는 각 곡의 캐릭터들이 살고 있는 주(州), 스물 세 걸음이면 모두 돌아볼 수 있는 작은 사회를 의미한다.

## 트랙리스트
전곡 작사를 아이유가 하였기 때문에 작사자 명은 생략하였다.
| # | 곡명                     | 작곡                 | 편곡          |
| - | ------------------------ | -------------------- | ------------- |
| 1 | 새 신발                  | 이종훈               | 이종훈        |
| 2 | Zezé                     | 이종훈 이채규        | 이종훈 이채규 |
| 3 | 스물셋 (Title)           | 이종훈 이채규 아이유 | 이종훈 이채규 |
| 4 | 푸르던                   | 아이유               | 김제휘        |
| 5 | Red Queen (Feat: Zion.T) | 이종훈 이채규        | 이종훈 이채규 |
| 6 | 무릎                     | 아이유               | 이종훈        |
| 7 | 안경                     | 아이유               | 김제휘        |
| 8 | 마음                     | 아이유 김제휘        | 아이유 김제휘 |
| 9 | Twenty Three             | PJ 이종훈            |               |

- 8, 9번 트랙은 CD 버전에만 수록되었고, 인터넷 음원으로는 구매할 수 없다.

## 제작진
앨범의 라이너 노트를 참고한 것이다.
| - 이그제큐티브 프로듀서 - 장현진 - 프로듀서 - 아이유 - 프로듀션 디렉터 - 김진명, 배종한 - 뮤직 디렉터 - 이종훈, 이채금 - 작곡 - 아이유, 이종훈, 이채규, PJ, 김재휘 - 가사 - 아이유 - 어렌지먼트 - 아이유, 이종훈, 이채규, PJ, 김재휘 - 레코딩 엔지니어 - 손명감, 정기홍, Kyan Hensley, 고승욱, 조준성, 손명갑 - 믹싱 엔지니어 - Kyan Hensley, 고승욱, 조준성, 손명갑 - 마스터링 엔지니어 - 최효영 - 하우스 엔지니어 - 손명갑, 박선영 - 매니지먼트 슈퍼바이저 - 배종환 - 매니지먼트 디렉터 - 박정현 - 매니지먼트 - 정한터 | - A&R 디렉터 - 김진명 - A&R - 정한별 - 마케팅 디렉터 - 박시원 - 마케팅 - 안수현, 김예리, 이보라, 김성경, 정민채, 이은정 - 퍼포먼스 디렉터 - 권동진 - 퍼포먼스 어렌지먼트 - 박요한, 윤동환 - 포토그래퍼 - 문정환 - 스타일리스트 - 노주희 - 헤어 스타일리스트 - 서윤 - 메이크업 스타일리스트 - 신애 - 디자인 & 아트웍 - 장용석 - 일러스트레이터 - 이누리 |

### 유튜브
- 스물셋 뮤직 비디오 - 유튜브
- 티저 1: The shower(푸르던) - 유튜브
- 티저 2: Shoes(새 신발) - 유튜브
- 티저 3: Zezé - 유튜브
- 티저 4: Twenty-three(스물셋) - 유튜브